# 國歌誤播事件
體育賽事播放國歌是一項約定俗成的傳統，而不是體育組織的明文規定，更多時候屬於一種政治因素。國際體育競賽出現為獲勝國家的體育選手或隊伍，舉行頒獎、升國旗和奏國歌儀式，是表揚國家運動員的其中一種形式；國內體育競賽演奏國歌可以作為愛國主義的象徵，培養國民的愛國情操和民族自豪感。艾弗里·布伦戴奇担任国际奥委会主席时，一直倡议取消有关的环节，他认为奥林匹克精神是展现人类挑战自我的美态，不应该涉及任何的政治因素。
以下是意外播放、演唱或演奏錯誤國歌的事故列表，包括播放其他國家的國歌、過時的國歌或非國歌曲目代替國歌。

## 列表
| 主辦活動與東道國                                         | 受影響的當事國 | 意外事件 | 失誤類型       | 場合         |
| -------------------------------------------------------- | -------------- | --- | -------------- | ------------ |
| 1953年聯邦總理康拉德·阿登纳訪問美國芝加哥                | 西德           | 有支樂隊演奏科隆狂歡節歌曲《Heidewitzka, Herr Kapitän》，這首歌曲曾經使用為暫代國歌，不過西德已經於1952年採用《德意志之歌》（Deutschlandlied）作為國歌                                                                                                 | 非國歌         | 政治         |
| 1959年英國友誼賽                                         | 義大利         | 演奏意大利王國國歌《皇家法令进行曲》（Royal March） | 過時           | 足球         |
| 1967年在布拉格與捷克斯洛伐克國家隊舉行的友誼賽           | 西班牙         | 捷克斯洛伐克演奏的西班牙國歌是過時的《列戈颂》（Himno de Riego），而不是正確的《皇家進行曲》（Marcha de Granaderos）；捷克斯洛伐克足球協會向西班牙皇家足球協會致函道歉，表示是一名足協官員的失誤，並表示“这是他们手头上唯一的乐谱”                     | 過時           | 足球         |
| 1977年奧地利大獎賽在奧地利賽道舉行                       |                | 主辦方沒有預料到澳洲車手阿兰·琼斯會贏得冠軍，所以沒有為其準備頌歌；一名憤憤不平的醉漢當場用小號吹奏《祝你生日快乐》（Happy Birthday to You），而不是半官方國歌《前進的澳大利亞》（Advance Australia Fair）或正式國歌《天佑女王》（God Save the Queen） | 非國歌         | F1賽車       |
| 1985年FIS世界高山滑雪錦標賽在意大利北部博尔米奥舉行      | 西德           | 西德選手马库斯·瓦斯迈尔登上獎台時，播放的是東德的國歌 | 其他頌歌       | 大回轉       |
| 1986年FIFA世界杯大洋洲外圍賽在以色列拉馬特甘球場舉行     |                | 1985年10月8日澳大利亞對以色列，主辦方錯誤播放西德國歌，而不是正確的澳大利亞國歌 | 其他頌歌       | 足球         |
| 1986年FIFA世界杯在墨西哥舉行                             | 比利时         | 錯誤播放西德國歌，而不是正確的《比利時國歌》（La Brabançonne） | 其他頌歌       | 足球         |
| 1986年FIFA世界杯在墨西哥舉行                             | 巴西           | 主辦方播放《巴西国旗歌》而不是《巴西國歌》 | 其他頌歌       | 足球         |
| 1991年巴西友誼賽在巴西城市烏貝蘭迪亞舉行                 | 保加利亚       | 巴西軍樂隊演奏保加利亞王國國歌《流淌的马里查河》（Shumi Maritsa），而不是正確的國歌《亲爱的父母邦》（Mila Rodino） | 過時           | 足球         |
| 1991年五國錦標賽在王子公园体育场對陣法國國家隊           | 苏格兰         | 由於沒有《蘇格蘭之花》（Flower of Scotland）的樂譜，法國憲兵樂隊為蘇格蘭國家隊演奏《羅伯特·布魯斯士兵進行曲》（Marche des Soldats de Robert Bruce，《蘇格蘭人》曲調）                                                                                  | 非國歌         | 橄欖球聯盟   |
| 1995年聯邦總統罗曼·赫尔佐克訪問巴西阿雷格里港            | 德国           | 巴西警察樂隊演奏前東德國歌 | 過時           | 政治         |
| 1998年比利时大奖赛在斯帕赛道舉行                         | 愛爾蘭         | 為獲勝英國車手戴蒙·希爾頒獎時，主辦方播放英國國歌；然而，在宣佈其所屬的愛爾蘭授權乔丹车队奪冠時，同樣也是播放英國國歌 | 其他頌歌       | F1賽車       |
| 1999年世界男子手球錦標賽在埃及舉行比賽中對壘阿根廷國家隊 | 西班牙         | 埃及主辦方播放摩洛哥的國歌《谢里夫颂》（Hymne Chérifien） | 其他頌歌       | 手球         |
| 2003年戴維斯杯在澳大利亞舉行                             | 西班牙         | 演奏過時的西班牙國歌《列戈颂》（Himno de Riego） | 過時           | 網球         |
| 2004年非洲国家杯足球赛在突尼西亞舉行                     | 辛巴威         | 演奏津巴布韋前國歌《天佑非洲》（Ishe Komborera Africa） | 過時           | 足球         |
| 2004年非洲国家杯足球赛在突尼西亞舉行                     | 奈及利亞       | 演奏利比里亞國歌《为利比里亚欢呼！》（All Hail, Liberia, Hail!），而不是尼日利亞國歌《起来吧，同胞们，尼日利亚人听从召唤》（Arise O Compatriots） | 其他頌歌       | 足球         |
| 2004年非洲田徑錦標賽在剛果舉行                           | 辛巴威         | 演奏津巴布韋前國歌《天佑非洲》（Ishe Komborera Africa） | 過時           | 田徑         |
| 2006年FIFA世界杯在德國舉行                               | 多哥           | 演奏韓國國歌 | 其他頌歌       | 足球         |
| 2007年格林納達國家板球場落成儀式                         | 中华人民共和国 | 在中華人民共和國大使面前演奏《中華民國國歌》，然而該體育場由中華人民共和國出資興建 | 其他頌歌、過時 | 板球         |
| 2007年比利時首相伊夫·莱特姆接受RTBF採訪                  | 比利时         | 當採訪者要求比利時首相演唱比利時國歌《布拉班特人之歌》（La Brabançonne）的一部分時，他卻唱出法國國歌《馬賽曲》（La Marseillaise） | 其他頌歌       | 採訪         |
| 2007年环法自行车赛在法國舉行                             | 西班牙         | 西班牙選手阿尔伯托·康塔多登上頒獎台時，響起《丹麥國歌》 | 其他頌歌       | 自行車       |
| 2008年國際田徑世界室內錦標賽在西班牙舉行                 | 中华人民共和国 | 中國選手刘翔登上頒獎台時播放智利國歌 | 其他頌歌       | 田徑         |
| 2008年瓦倫西亞GP2系列賽                                  | 俄羅斯         | 俄羅斯選手维塔利·佩特罗夫登上頒獎台時，演奏俄羅斯前國歌《愛國歌》（Патриотическая песня） | 過時           | GP2賽車      |
| 2009年中国大奖赛                                         | 奥地利         | 奧地利授權紅牛車隊奪冠時播放英國國歌 | 其他頌歌       | F1賽車       |
| 2011年环意大利自行车赛                                   | 西班牙         | 演奏佛朗哥時代版本的《皇家進行曲》（Marcha Real） | 過時           | 自行車       |
| 2011年FIFA世界杯外圍賽                                   | 百慕大         | 播放美国国歌 | 其他頌歌       | 足球         |
| 2011年皮筏艇世界錦標賽在匈牙利舉行                       | 德国           | 演奏《德意志之歌》（Deutschlandlied）原本的第一節，這首曲子並不是官方國歌，並且由於與納粹時代有聯繫，通常會避免演奏 | 過時           | 皮划艇靜水   |
| 2012年哈薩克斯坦舉行第六屆科斯塔奈地區滑雪節             |                | 播放瑞奇·馬丁演唱的流行歌曲《Livin' la Vida Loca》 | 非國歌         | 滑雪         |
| 2012年科威特舉行國際射擊大獎賽                           |                | 哈薩克選手瑪麗亞·德米崔彥科登上頒獎台時，播放電影《波拉特》中的惡搞歌曲《O Kazakhstan》 | 非國歌         | 射擊         |
| 2012年倫敦杯                                             | 南非           | 播放南非前國歌《南非的呼唤》（Die Stem van Suid-Afrika） | 過時           | 草地曲棍球   |
| 2012—13年男子國際曲棍球世界聯賽在荷蘭舉行                |                | 播放紐西蘭國歌 | 其他頌歌       | 草地曲棍球   |
| 2013年歐洲U-19足球錦標賽在立陶宛舉行                     | 塞爾維亞       | 播放南斯拉夫國歌 | 過時           | 足球         |
| 2013年藝術體操世界錦標賽在烏克蘭舉行                     | 乌克兰         | 播放俄羅斯國歌 | 其他頌歌       | 體操         |
| 2014年世界競技體操錦標賽在中國舉行                       | 乌克兰         | 播放烏茲別克國歌 | 其他頌歌       | 體操         |
| 2014年斯洛伐克友誼賽                                     | 馬爾他         | 播放美國樂團Linkin Park演唱流行搖滾歌曲《Numb》的前幾秒鐘 | 非國歌         | 足球         |
| 2014年斯洛伐克友誼賽                                     | 俄羅斯         | 播放斯大林版本的蘇聯國歌 | 過時           | 冰上曲棍球   |
| 2015年女子冰上曲棍球世界錦標賽在美國舉行                 | 俄羅斯         | 播放俄羅斯前國歌《愛國歌》（Патриотическая песня） | 過時           | 冰上曲棍球   |
| 2015年FIL世界雪橇錦標賽在拉脫維亞舉行                    | 德国           | 德國選手托比亚斯·阿尔特和托比亚斯·文德尔獲獎時，演奏前東德國歌 | 過時           | 雙人雪橇     |
| 2015年美國友誼賽                                         | 薩爾瓦多       | 播放馬恩島國歌 | 其他頌歌       | 足球         |
| 2015年國王杯在泰國舉行                                   |                | 播放烏茲別克國歌 | 其他頌歌       | 足球         |
| 2016年美國舉辦百年美洲盃                                 | 乌拉圭         | 播放智利國歌 | 其他頌歌       | 足球         |
| 2016年巴西奧運會                                         | 奈及利亞       | 播放尼日爾國歌 | 其他頌歌       | 足球         |
| 2017年冬季兩項世界錦標賽在奧地利舉行                     | 俄羅斯         | 播放俄羅斯前國歌《愛國歌》（Патриотическая песня） | 過時           | 冬季兩項     |
| 2017年聯合會杯世界組                                     | 德国           | 播放《德意志之歌》（Deutschlandlied）原來的第一節，這首曲子並不是官方國歌，並且由於與納粹時代有聯繫，通常會避免演奏 | 過時           | 網球         |
| 2017年IIHF世界錦標賽                                     | 斯洛伐克       | 播放斯洛維尼亞國歌 | 其他頌歌       | 冰上曲棍球   |
| 2017年歐洲U20田徑錦標賽在義大利舉行                      | 白俄羅斯       | 白羅斯選手維奧萊塔·斯克瓦索娃獲獎時，播放波斯尼亚和黑塞哥维那国歌 | 其他頌歌       | 田徑         |
| 2017年赫雷斯F2錦標賽在西班牙站                           | 摩納哥         | 摩納哥車手夏尔·勒克莱尔獲獎時，播放法國國歌 | 其他頌歌       | F2賽車       |
| 2018年歐洲橄欖球錦標賽在德國舉行                         | 俄羅斯         | 播放蘇聯國歌 | 過時           | 橄欖球       |
| 2018年FIA F3錦標賽荷蘭站                                 | 俄羅斯         | 俄羅斯車手尼基塔·特洛伊茨基登上頒獎台時，播放的是《愛國歌》（Патриотическая песня） | 過時           | F3賽車       |
| 2018—19年歐洲國家聯賽在亞美尼亞舉行                      | 直布罗陀       | 直布羅陀獲獎時響起列支敦斯登國歌《在年輕的萊茵河上》 | 其他頌歌       | 足球         |
| 2018年亞足聯U-19錦標賽在印度尼西亞舉行                   |                | 播放朝鮮國歌 | 其他頌歌       | 足球         |
| 2018—19年歐洲國家聯賽D在馬其頓共和國舉行                 | 直布罗陀       | 在正確播放《直布羅陀頌》之前，最初播放的是《天佑女王》 | 其他頌歌       | 足球         |
| 2018年挪威舉辦大型冰上曲棍球比賽（Mega Hockey Games）    | 白俄羅斯       | 播放白俄羅斯民間搖滾樂團Pesniary演唱的歌曲《Касіў Ясь канюшыну》（[Kasiu Yas Kanushynu] 错误：{{Transl}}：无法识别语言／字母代码 by（帮助） | 非國歌         | 冰上曲棍球   |
| 2019年西班牙對義大利進行國事訪問                         | 西班牙         | 演奏佛朗哥時代版本的《皇家進行曲》（Marcha Real） | 過時           | 政治         |
| 2019年蘇格蘭舉行年終橄欖球聯盟國際賽                     |                | 播放格魯吉亞前國歌《颂赞》 | 過時           | 橄欖球聯盟   |
| 2020年歐洲足球錦標賽外圍賽在法國舉行                     | 阿尔巴尼亚     | 播放安道爾國歌 | 其他頌歌       | 足球         |
| 2020年ATP杯在澳大利亞舉行                                | 摩尔多瓦       | 播放羅馬尼亞國歌《醒来吧，罗马尼亚人》，這也是摩爾多瓦於1991—94年採用的國歌 | 其他頌歌、過時 | 網球         |
| 2020年夏季帕拉林匹克運動會在日本舉行                     |                | 播放《國際帕拉林匹克委員會會歌》，而不是柴可夫斯基的《第1钢琴协奏曲》，後者在俄羅斯被暫停參賽期間，被同意作為俄羅斯殘疾人奧林匹克委員會會歌 | 其他頌歌       | 場地自行車   |
| 2022年FIFA世界杯外圍賽在阿聯酋舉行                       | 印度尼西亞     | 播放馬來西亞國歌 | 其他頌歌       | 足球         |
| 2021—22年KHL賽季在芬蘭舉行                               | 白俄羅斯       | 播放帛琉國歌《我们的帕劳》（Belau rekid），主辦方解釋這是由於標題與“Belarus”一詞相似，因此而被誤認並播放 | 其他頌歌       | 冰上曲棍球   |
| 2021年非洲國家盃在喀麥隆舉行                             | 毛里塔尼亚     | 播放茅利塔尼亞的前國歌 | 過時           | 足球         |
| 2022年法國錦標賽                                         | 芬兰           | 播放阿爾巴尼亞國歌 | 其他頌歌       | 足球         |
| 2022年土耳其舉辦切廷vs沃拉貝格的擂台賽                   | 奥地利         | 播放奧匈帝國國歌 | 過時           | 拳擊         |
| 2022年印度選舉                                           | 印度           | 播放尼泊爾國歌 | 其他頌歌       | 政治         |
| 2022年亞洲七人欖球系列賽南韓站                           | 香港           | 播放反修例运动歌曲《願榮光歸香港》（Glory to Hong Kong，主條目） | 非國歌         | 七人制橄欖球 |
| 2022年杜拜舉行亞洲經典舉重錦標賽                         | 香港           | 播放反修例运动歌曲《願榮光歸香港》，獲獎選手示意國歌有問題後，主辦方才播放正確的《义勇军进行曲》 | 非國歌         | 舉重         |
| 2023年男子冰上曲棍球世界錦標賽在波黑舉行                 | 香港           | 播放反修例运动歌曲《願榮光歸香港》，獲獎隊伍示意國歌有問題後，主辦方才播放正確的《义勇军进行曲》 | 非國歌         | 冰上曲棍球   |
| 2023年ICU啦啦隊國際盃在美國奧蘭多舉行                    | 中華臺北       | 播放中華人民共和國國歌，領隊緊急制止後才改播《中華民國國旗歌》 | 其他頌歌       | 競技啦啦隊   |
| 2024年歐洲國家盃外圍賽在比利時布魯塞爾舉行               |                | 播放瑞典國歌 | 其他頌歌       | 足球         |
| 2024年香港舉辦世界鐵人三項杯                             | 英国           | 播放西班牙國歌 | 其他頌歌       | 鐵人三項     |
| 2024年夏季奥林匹克运动会男子篮球比赛                     | 南蘇丹         | 播放蘇丹國歌 | 其他頌歌       | 籃球         |

## 另見
- 国歌列表
- 歷史國歌列表（英语：List of former national anthems）
- 區歌列表